# جينيفر أوكرمان
جنيفر يوهانا أوكرمان (بالسويدية: Jennifer Åkerman)‏ (ولدت في 10 يوليو 1989) عارضة أزياء، مدونة، وكاتبة أغاني ومغنية سويدية، وهي شقيقة الممثلة
مالين أكرمان.  تم اكتشافها من قبل إحدى وكالات عرض الأزياء وعملت كعارضة أزياء للعديد من العلامات التجارية والإعلانات التجارية. جلبتها عارضة الأزياء إلى مدينة نيويورك والمزيد من أعمال عرض الأزياء. في الوقت نفسه، بدأت الغناء لفرقة بيلا تك، قبل أن تشكل الثنائي Bloke & Bird مع لورنزو يانسون كيلمان. في عام 2022، أصدرت ألبومها المنفرد Monster تحت اسم Final Child.
شارك أكرمان كراقص مشهور في برنامج رقص المشاهير Let's Dance 2013 والذي تم بثه على قناة TV4. قامت بالتدوين لـ Veckorevyn و Chic والآن Metro Mode.

## روابط خارجية
- جينيفر أوكرمان على إنستغرام